# Diadelia apicalis
Diadelia apicalis är en skalbaggsart som först beskrevs av Charles Joseph Gahan 1890.  Diadelia apicalis ingår i släktet Diadelia och familjen långhorningar.
Artens utbredningsområde är Madagaskar. Inga underarter finns listade i Catalogue of Life.